# Bałtijskaja
Bałtijskaja (ros. Балти́йская) – czternasta stacja linii Kirowsko-Wyborskiej, znajdującego się w Petersburgu systemu metra.

## Charakterystyka
Ruch pasażerski na stacji Bałtijskaja został oficjalnie zainaugurowany 15 listopada 1955 roku i jest to stacja o typie głębokim kolumnowym. Autorami projektu architektonicznego obecnej postaci stacji są: M. K. Benois (М. К. Бенуа), A. I. Kubasow (А. И. Кубасов), F. F. Olejnik (Ф. Ф. Олейник), S. M. Epsztejn (С. М. Эпштейн). Stacja położona jest w pobliżu Dworca Bałtyckiego, pierwotnie też miała nosić nazwę Bałtijskij Wokzał (Балтийский Вокзал). Ostatecznie jednak zyskała ona miano Bałtijskiej. Wejście zostało dobudowane do bryły dworca, co zdaniem ekspertów zachwiało proporcjami budynku. Fasadę głównego wejścia zdobi sześć kolumn, a między nimi podobizny zasłużonych dla rozwoju rosyjskiej i sowieckiej floty admirałów: Fiodora Uszakowa, Michaiła Łazariewa, Władimira Korniłowa, Pawła Nachimowa i Stiepana Makarowa. Podobno początkowo planowano, że na ich miejscu znaleźć się miały podobizny Józefa Stalina, lecz ostatecznie, wskutek akcji destalinizacyjnej, do tego nie doszło. Motywem przewodnim wystroju Bałtijskiej miało być zaprezentowanie Związku Radzieckiego jako wielkiej potęgi morskiej. Kolory tu użyte miały nawiązywać do barw Morza Bałtyckiego. Na jednej ze ścian mozaika, zatytułowana „1917”, przedstawiająca zrewoltowanych marynarzy Floty Bałtyckiej, którzy wraz z robotnikami szykują się do szturmu na Pałac Zimowy. Ściany w odcieniach szarości i błękitu wykonane zostały z uralskiego marmuru. Posadzki wyłożone granitowymi płytami o podobnym zabarwieniu. Planowano też umieścić na stacji mozaikę przedstawiającą Stalina w otoczeniu bałtyckich marynarzy, ale projekt ten nie został realizowany. Sklepienie białe o formie półkolistej, ozdobione dwoma wstęgami.
Bałtijskaja położona jest na głębokości 57 metrów. Planuje się połączyć stację z nieczynnym Dworcem Warszawskim, a w przyszłości wznieść także drugą stację (Bałtijskaja-2). W 2008 roku wymienione zostały posadzki na peronach. Ruch pociągów na stacji odbywa się od godziny 5:36 do godziny 0:33 i w tym czasie jest ona otwarta dla pasażerów.